# Бетеря (присілок)
Бетеря́ (рос. Бетеря, башк. Бетерә) — присілок (колишнє селище) у складі Баймацького району Башкортостану, Росія. Входить до складу Тем'ясовської сільської ради.
До 10 вересня 2007 року присілок називався Лісозавода № 2.
Населення — 323 особи (2010; 339 в 2002).
Національний склад:
- башкири — 94%